# 바라나시

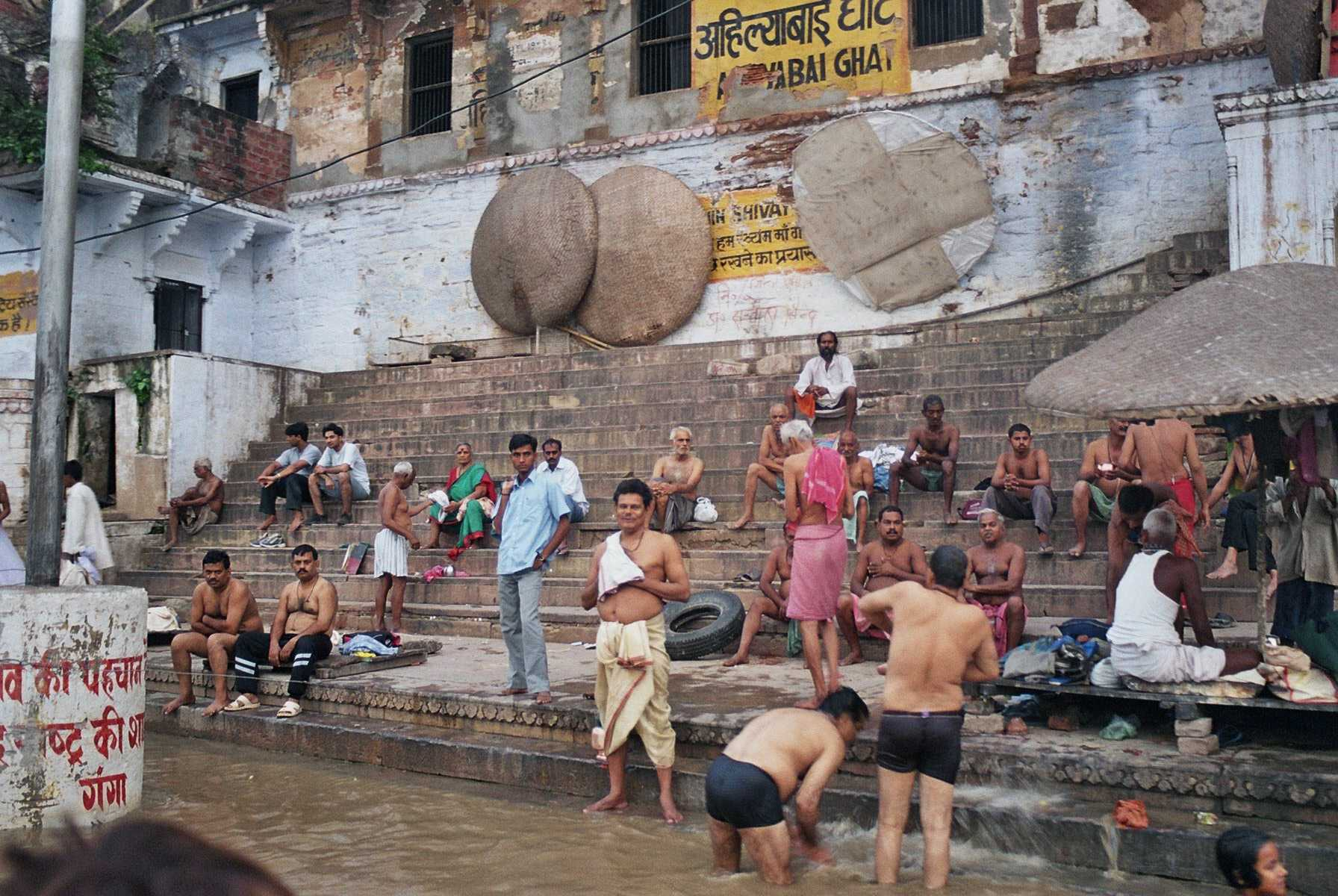
가트의 풍경

바라나시(힌디어: वाराणसी, 영어: Varanasi, 문화어: 바라나씨), 바나라스(힌디어: बनारस) 또는 카시(산스크리트어: काशी)는 인도 우타르프라데시주에 위치한 도시로 옛날 카시 왕국의 수도이자 동시에 힌두교의 최대 성지이다. 바라나시를 흐르는 갠지스강은 힌두교도에게 성스러운 젖줄로, 가트에는 강에 몸을 담그고 그 물을 마시기 위해 모여든 신도들로 북적거린다. 강가에서 화장을 하는 모습은 바라나시에서 흔히 볼 수 있는 풍경이다.
인구는 약 116만 명(2004년)이다. 불교의 성지 사르나트가 인근에 있다.
바라나시에서 개발된 인도 고전음악의 버나러스 가라나와 수많은 유명한 인도 철학자, 시인, 작가, 음악가가 바라나시에 거주하였거나 거주하고 있다. 툴시다스가 그의 라마차리타마나스를 그곳에서 썼다. 아유르베다가 바라나시에 근원을 지닌다고 언급되며 고타마 붓다가 그의 첫 강론을 카시 근처의 사르나트에서 하였다.
고타마 붓다(기원전 567년~ ) 시절에 바라나시는 카시의 수도였다. 중국의 순례자 수안장은 도시가 종교, 교육, 예술 활동의 중심이라고 증명하였다. 그곳은 갠지스강의 서쪽 제방을 따라 5km가량 뻗어있었다.
바라나시는 버나러스 힌두대학의 고향이며 거주자들은 주로 카시카 보즈푸리어를 주로 사용하는데 그것은 힌두어에 밀접하게 관련되어있다. 사람들은 자주 바라나시를 사원의 도시, 인도의 종교 및 문화의 수도로 언급한다.

## 경제

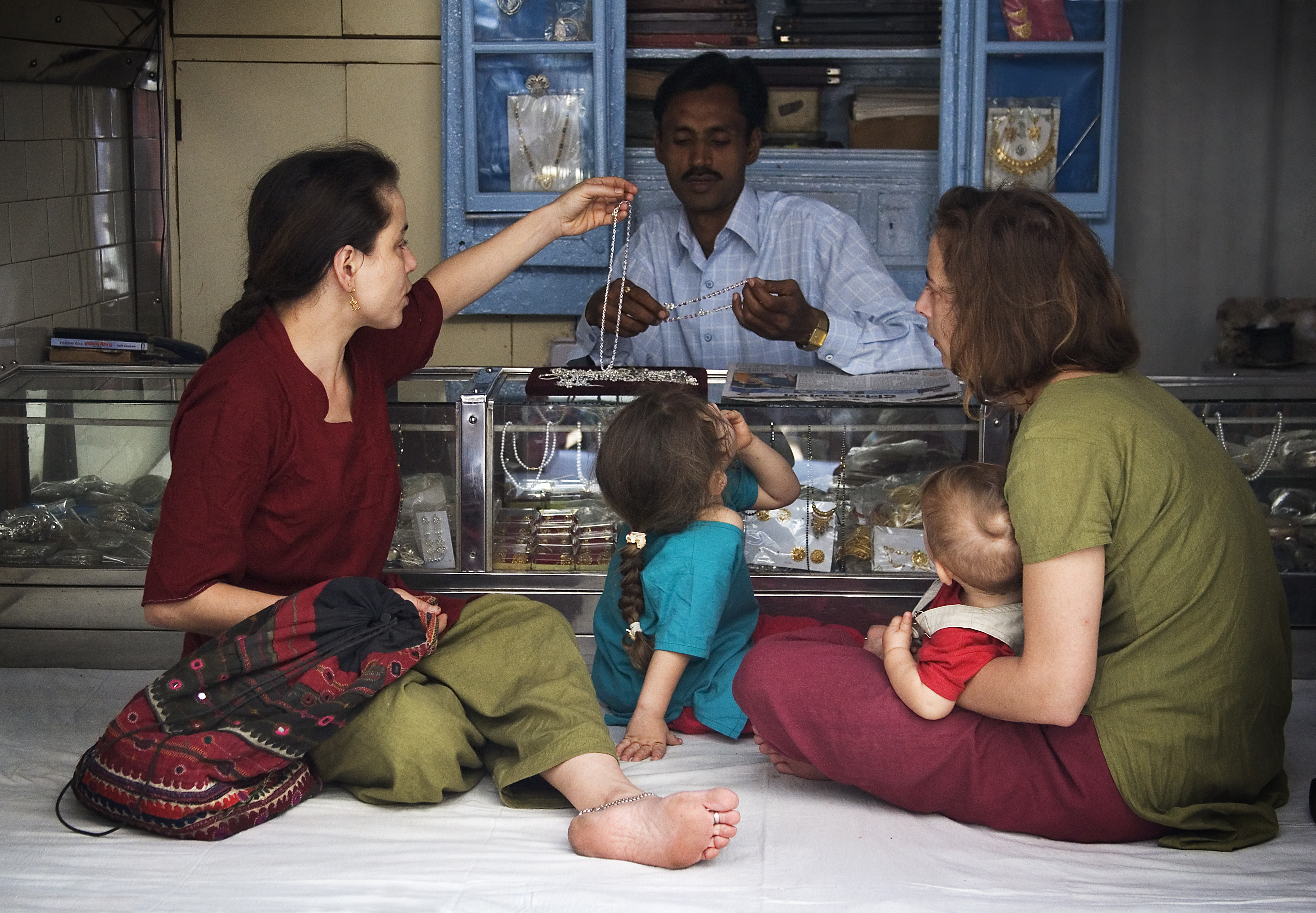
바라나시에서 보석을 구매하는 여행자

당국에 의하면 바라나시 인구의 29%가 고용되어있다. 약 40%는 제조업, 26%는 무역과 상업, 19%는 기타 서비스 분야, 8%는 수송과 통신, 4%는 농업, 2%는 건축, 2%는 1년 중 절반 이하의 시간 동안만 일하는 임시 노동자다.
제조업 노동자 중 51%는 방적과 직조, 15%는 금속, 6%는 인쇄 출판, 5%는 전기 기계에 종사한다.

## 기후
| 바라나시의 기후                                                                         | 바라나시의 기후 | 바라나시의 기후 | 바라나시의 기후 | 바라나시의 기후 | 바라나시의 기후 | 바라나시의 기후 | 바라나시의 기후 | 바라나시의 기후 | 바라나시의 기후 | 바라나시의 기후 | 바라나시의 기후 | 바라나시의 기후 | 바라나시의 기후 |
| 월                                                                                      | 1월             | 2월             | 3월             | 4월             | 5월             | 6월             | 7월             | 8월             | 9월             | 10월            | 11월            | 12월            | 연간            |
| --------------------------------------------------------------------------------------- | --------------- | --------------- | --------------- | --------------- | --------------- | --------------- | --------------- | --------------- | --------------- | --------------- | --------------- | --------------- | --------------- |
| 역대 최고 기온 °C (°F)                                                                  | 32.5 (90.5)     | 36.1 (97.0)     | 41.5 (106.7)    | 45.3 (113.5)    | 47.2 (117.0)    | 47.2 (117.0)    | 45.0 (113.0)    | 40.1 (104.2)    | 39.8 (103.6)    | 39.4 (102.9)    | 37.1 (98.8)     | 32.8 (91.0)     | 47.2 (117.0)    |
| 일평균 최고 기온 °C (°F)                                                                | 21.9 (71.4)     | 26.7 (80.1)     | 32.8 (91.0)     | 38.9 (102.0)    | 40.4 (104.7)    | 38.5 (101.3)    | 33.8 (92.8)     | 33.1 (91.6)     | 33.1 (91.6)     | 32.5 (90.5)     | 29.2 (84.6)     | 24.1 (75.4)     | 32.1 (89.8)     |
| 일평균 최저 기온 °C (°F)                                                                | 9.0 (48.2)      | 12.4 (54.3)     | 16.7 (62.1)     | 22.1 (71.8)     | 25.9 (78.6)     | 27.8 (82.0)     | 26.6 (79.9)     | 26.2 (79.2)     | 25.3 (77.5)     | 20.9 (69.6)     | 14.5 (58.1)     | 10.1 (50.2)     | 19.7 (67.5)     |
| 역대 최저 기온 °C (°F)                                                                  | 1.0 (33.8)      | 1.7 (35.1)      | 6.7 (44.1)      | 11.1 (52.0)     | 17.3 (63.1)     | 20.5 (68.9)     | 20.0 (68.0)     | 20.4 (68.7)     | 16.4 (61.5)     | 11.7 (53.1)     | 5.0 (41.0)      | 2.2 (36.0)      | 1.0 (33.8)      |
| 평균 강우량 mm (인치)                                                                   | 16.3 (0.64)     | 21.7 (0.85)     | 10.8 (0.43)     | 7.3 (0.29)      | 13.8 (0.54)     | 100.8 (3.97)    | 265.2 (10.44)   | 282.9 (11.14)   | 224.5 (8.84)    | 33.0 (1.30)     | 5.5 (0.22)      | 3.9 (0.15)      | 985.9 (38.81)   |
| 평균 강우일수                                                                           | 1.5             | 1.7             | 1.2             | 0.8             | 1.4             | 5.2             | 12.3            | 12.9            | 8.6             | 1.9             | 0.3             | 0.3             | 48.1            |
| 평균 상대 습도 (%) (17:30)                                                              | 65              | 52              | 37              | 28              | 32              | 51              | 74              | 79              | 78              | 71              | 69              | 70              | 59              |
| 평균 월간 일조시간                                                                      | 232.5           | 240.1           | 291.4           | 294.0           | 300.7           | 234.0           | 142.6           | 189.1           | 195.0           | 257.3           | 261.0           | 210.8           | 2,848.5         |
| 평균 일일 일조시간                                                                      | 7.5             | 8.5             | 9.4             | 9.8             | 9.7             | 7.8             | 4.6             | 6.1             | 6.5             | 8.3             | 8.7             | 6.8             | 7.8             |
| 출처: 인도 기상청 (평년값: 1991년~2020년, 극값: 1901년~2012년, 일조시간: 1971년~2000년) |                 |                 |                 |                 |                 |                 |                 |                 |                 |                 |                 |                 |                 |

## 같이 보기
- 라메스와람